# Build a Problem
Build a Problem è il primo album in studio della cantante inglese Dodie, pubblicato nel 2021.

## Tracce
Tutte le tracce sono state scritte da Dorothy Miranda Clark (Dodie).

Edizione Standard
1. Air So Sweet – 1:05
2. Hate Myself – 3:28
3. I Kissed Someone (It Wasn't You) – 2:30
4. Cool Girl – 3:19
5. Special Girl – 3:13
6. Rainbow – 2:46
7. ? – 1:12
8. Four Tequilas Down – 2:22
9. . – 1:23
10. Sorry – 2:45
11. When – 3:43
12. Before the Line – 3:36
13. Guiltless (bonus) – 3:29
14. Boys Like You (bonus) – 3:00

ALOSIA Edizione Deluxe Disco Bonus
1. Bored Like Me (Demo) – 2:02
2. Let Go (Demo) – 2:41
3. Bite Back (Demo) – 3:00
4. One Last Time, Please (Demo) – 2:43
5. All My Daughters (Demo) – 3:10
6. Anything (Demo) – 2:31
7. In The Bed (Demo) – 2:24
8. Don't Quite Belong (Demo) – 3:25

## Formazione
- Dodie ― voce, cori, ukulele, piano, tastiera, chitarra, basso, clarinetto, percussioni, arrangiamento archi
- Elena Abad – violino
- Rose Craib – batteria
- Pete Daynes – basso (4), percussioni (4)
- Evan Edinger ― cori (1-2, 4-5)
- Joshua Edwards ― cori (13)
- Sophie English – violoncello
- Matt Glasbey – programmazioni (1, 3), tastiera (1, 3)
- Ethan Gruska ― cori (8)
- Will Harvey – viola, violino
- Daniel J. Layton ― cori (1-2, 5)
- Elle Mills ― cori (13)
- Pomplamoose – basso (5, 14), batteria (5, 14), percussioni (5, 14)
- Joe Rubel – programmazioni, percussioni, tastiera, piano, basso
- The Parallax Orchestra – archi (6-12)